# 8701
8701 је трећи студијски албум америчког пјевача Ашера. Објављен је 7. августа 2001. године, од стране издавачке куће Ариста рекордс. На снимању албума учествовало је више продуцената, укључујући The Neptunes, Џермејна Дуприја, Бејбифејса, Кевина Бриџса, Мајка Ситија, Брајана Мајкла Кокса, Џими Џама и Тери Луиса. Иако је првобитно албум требало да буде објављен 31. октобра 2000. године, под називом All About U, објављивање је одлагано више пута, због цурења неколико пјесама на онлајн музички сервис Напстер. Ашер је снимио нове пјесме и објавио албум под новим називом, 8701, који му је дат због године 1987, када је Ашер први пут пјевао у јавности, у хору у локалној цркви и због 2001. године, године објављивања албума.
8701 је инспирисан од стране више извођача, укључујући Донија Хатавеја, Стивија Вондера, Марвина Гајеа и Мајкла Џексона. Албум прати теме Ашерових искустава из веза, укључујући осјећања љубави и сломљеног срца. Ашер је промовисао албум одласком на турнеју под називом Evolution 8701 Tour 2002. године, током којег је наступао на 44 концерта широм Сјеверне Америке. Наступао је и у телевизијским шоуима, укључујући шоу Live! with Regis and Kelly и Total Request Live. Албум 8701 је дао два сингла која су се нашла на првом мјесту Билборд хот 100 листе — U Remind Me и U Got It Bad, који су на првом мјесту провели четири, односно шест недеља.
Албум је дебитовао на четвртом мјесту Билборд 200 листе, са 210.000 продатих примјерака прве недеље. У Сједињеним Државама је продат у преко 4,7 милиона примјерака, због чега је сертификован четири пута платинум од стране Америчког удружења дискографских кућа (RIAA). Широм свијета продат је у преко осам милиона примјерака. Албум је добио генерално позитивне рецензије од стране музичких критичара, који су похвалили Ашерове вокалне способности и његов развој као умјетника, али су били амбивалентни према неким материјалима албума. Албум му је донио неколико награда, укључујући двије Греми награде, три Билбордове музичке награде и једну BET награду.

## Позадина
Ашер је првобитно планирао да објави албум под називом All About U, као његов трећи студијски албум, 31. октобра 2000. године. Албум је требало да прати успјех претходног албума, My Way, из 1997. године, који је продат у преко седам милиона примјерака. На дан 13. марта 2000. године, више пјесама са албума процурило је на онлајн сервис, Напстер, укључујући T.T.P., U R the One и Pop Ya Collar, неколико мјесеци прије изласка, због чега је албум враћен на преуређивање и излазак је помјерен за 5. децембар, а затим је одложен за 17. јул 2001. године. Током дискусије са Џенет Џексон на МТВ-ју, Ашер је објаснио да је вратио албум у студио да би снимио нове пјесме, изјавивши: „Након што је моја музика објављена на Напстеру, нисам мислио да је то фер. Нисам хтио да то буде начин на који ће се мој албум памтити или начин на који ћу га представити фановима. Испало је много боље”; додао је и да пјесме које су процуриле и биле доступне за онлајн преузимање, неће бити укључене на нови албум. Са новим снимљеним пјесмама, Ашеров публициста објавио је ново име за албум, 8701, за који је тврдио да је „потпуно нови албум”. Поријекло новог имена није одмах било познато, али се спекулисало да је због датума изласка албума, 7. августа 2001 (8/7/01), за шта је Ашеров публициста рекао да је чиста случајност и да то није разлог таквог имена. Ашер је изјавио да је такав назив албуму дао по нечему значајном за њега и да ће то открити наредних мјесеци. Откривено је да 87 представља годину 1987. када је Ашер први пут пјевао у јавности, у црквеном хору у Атланти, док се бројеви '01' односе на 2001. годину, због године објављивања албума.

## Снимање
Албум је сниман у Сједињеним Државама, у Лос Анђелесу, Њујорку, Минеаполису и Атланти. Продуцирало га је неколико продуцената: The Neptunes, Џермејн Дупри, Паф Диди — који је продуцирао већину Ашеровог претходног албума My Way, Бејбифејс, Кевин Бригс, Мајк Сити, Брајан Мајкл Кокс и Џими Џам и Тери Луис. Ашерова мајка питала је Џама и Луиса да допринесу продукцији албума, током додјеле МТВ награда 2000. године. Џам је изјавио да им је Ашерова мајка рекла: „о мој Боже, Ашер је добио ову пјесму и ми смо мислили да ћете ви момци бити савршени да је продуцирате”. Неколико мјесеци касније, Џам и Луис су продуцирали пјесму Separated, заједно са мулти платинум продуцентима Риком Атаријем и Дароном Џонсом (који је такође написао пјесму); пјесма се свидјела Л. А. Риду, који их је питао да продуцирају још пјесама. Након овога, Ашер је питао њих двојицу да креирају пјесму сличну њиховој пјесми Tender Love из 1985. године, коју су продуцирали за R&B групу Force MDs. Хтио је да то буде јединствена пјесма, са малом сличношћу са оном из 1985, након чега су Џам и Луис креирали пјесму Can U Help Me. Након комплетирања албума, Џам и Луис су послати назад у студио да преправе други сингл са албума, U Remind Me, објаснивши: „већ знамо да може да плеше, и има стил и цијелу ту ствар. Али ја желим да људи само иду, он може да пјева”.

## Композиција
У интервјуу датом за МТВ, Ашер је рекао да текстуално албум 8701 представља његову душу, објаснивши да је био инспирисан љубављу и болом: „слушам много старијих пјесама Донија Хатавеја, Стивија Вондера, Марвина Гајеа и Мајкла Џексона, великане из Мотовна. Ту је мало од свега тога у албуму. Заиста цијеним каква је музика била тада, као и у раним деведесетим, када сте имали извођаче као што су Троп и Џодеки, и Мајкл Џексон је био у свом најбољем издању”. Ашер је такође објаснио да текст албума одражава то како он иде у везама; 8701 је предоминантно савремени R&B албум. Пјесма Can U Help Me је о дубоким везама које је Ашер искусио. Пјесма U Don't Have to Call је хип хоп пјесма, инспирисана Мајклом Џексоном, док је пјесма U Got It Bad савремена R&B балада, слоу џим, која користи акустичну гитару, спорији бас и фанк бубњеве. Ашеров вокал „плива и трчи” између мелодије пјесме, прије интензивирања када улази у хор. Водећи сингл албума, U Remind Me је такође R&B пјесма, а текст је базиран на упознавању жене, која Ашера подсјећа на бившу дјевојку и зато не може да излази са њом.

## Синглови
Сингл Pop Ya Collar објављен је са намјером да буде водећи сингл за тада планирани трећи студијски албум под називом All About U. Пјесма је процурила онлајн на музичком сервису Напстер, заједно са још неколико пјесама пар мјесеци прије планиране објаве албума, након чега је уклоњена са списка пјесама за албум, али је укључена у нека међународна издања албума 8701. На Билборд листи у Уједињеном Краљевству сингл је дебитовао на другом мјесту, али је у Сједињеним Државама остварио мањи успјех, нашао се на 60 мјесту Билборд хот 100 листе и на 25 мјесту хот R&B/хип хоп листе. Први званични сингл албума била је пјесма U Remind Me, објављена 19. јуна 2001. године. Пјесма је прве недеље продата у скоро 100.000 примјерака; добила је позитивне рецензије од већине музичких критичара, који су је навели у прегледу албума. Пјесма је провела четири недеље заредом на првом мјесту Билборд хот 100 листе, након чега је пала на пето мјесто, док је на првом мјесту наслиједила пјесма Destiny's Child, америчке женске групе Bootylicious;, укупно је на листи провела 24 недеље. U Remind Me такође се нашла у топ 5 на листама у неколико држава: у Француској, Белгији (Валонија) и Новом Зеланду на трећем мјесту, Аустралији и Холандији на четвртом мјесту, и у Уједињеном Краљевству. У Данској се нашла на шестом мјесту. Сертификована је платинум у Аустралији, од стране Аустралијанске асоцијације индустрије снимања (ARIA) и као златна у Новом Зеланду, од стране Новозеландске асоцијације индустрије снимања (RIANZ). Пјесма I Don't Know, дуетска са репером и продуцентом Паф Дидијем, планирана је да буде други сингл са албума. Послата је на радио прије објављивања сингла U Remind Me. На Хот R&B/хип хоп листи пјесама нашла се на 68 мјесту, док је видео продуциран у Лос Анђелесу.
Други сингл са албума била је пјесма U Got It Bad, објављена 4. септембра 2001. године. Прво мјесто на Билборд хот 100 листи држала је шест недеља. До првог мјеста дошла је 15. децембра 2001. године, након чега је следеће недеље на челу смијенила пјесма Nickelback-а How You Remind Me, која је на првом мјесту провела четири недеље заредом. U Got It Bad се након тога вратила на прво мјесто, гдје је провела пет недеља заредом, након чега је пала на треће мјесто, док је на прво мјесто дошла пјесма Always On Time од извођача Ja Rule и Ashanti; Укупно је провела 32 недеље на листи. Сингл је такође остварио успјех на листама и у другим државама; нашао се на трећем мјесту у Новом Зеланду, Аустралији и Белгији, док се у Швајцарској нашао на 13 мјесту; у топ пет нашао се и у Уједињеном Краљевству. Сингл је сертификован као златни у Сједињеним Државама 24. априла 2009. године, и Новом Зеланду, Као трећи сингл објављена је пјесма U Don't Have to Call, 12. јануара 2002. године. На Билборд хот 100 листи пјесма дебитовала је на 65 мјесту, 9. фебруара 2002. године, исте недеље када је његов сингл U Got It Bad проводио пету недељу на првом мјесту. Пјесма је достигла треће мјесто 4. маја 2002. године, док је на листи укупно провела 26 недеља. На Хот R&B/хип хоп листи достигла је друго мјесто. Објављена је у Уједињеном Краљевству заједно са Паф Дидијевом пјесмом I Need a Girl (Part One), као Б сингл и достигла је четврто мјесто на листи. Пјесма U-Turn објављена је као четврти сингл са албума, 30. априла 2012. године, као међународни сингл. Достигао је топ десет на листама у више држава: треће мјесто у Белгији (Валонија), шесто мјесто у Белгији (Фландрија) и седмо мјесто у Аустралији. Пјесма Can U Help Me објављена је као пети и последњи сингл са албума, 20. августа 2002. године. На Хот R&B/хип хоп листи пјесама нашла се на 57 мјесту, док се на листи Ритмичких топ 40 пјесама нашла на 30 мјесту.

## Објава и промоција
Ашер је првобитно планирао да објави албум 31. октобра 2000. године, под називом All About U, али због цурења више пјесама на интернет, неколико мјесеци прије планираног датума, објављивање албума је помјерено. Прво за 5. децембар 2000, након чега је поново помјерено за 17. јун 2001. године. Ашер је о поновном помјерању изласка албума рекао: „Вратити албум назад је био ризик, али вјеровао сам да ће то створити ишчекивање”. Коначни датум објаве албума 8701 био је 7. август 2001. године, преко издавачке куће Ариста рекордс, у Сједињеним Државама, Уједињеном Краљевству, Аустралији и Канади. На дан изласка албума у Сједињеним Државама, који је Ариста рекордс назвала „Ашеров дан”, Ашер је наступио пјевајући водећи сингл албума "U Remind Me", на шоуу Уживо! са Рајаном и Кели. Такође је сингл пјевао и током додјеле BET награда 2001. године и на концертној турнеји United We Stand: What More Can I Give на стадиону Роберт Ф. Кенеди, који је одржан у помен жртвама Напада 11. септембра 2001. Ашер се појавио у МТВ-јевој серији Total Request Live, гдје је био на сесији потписивања у Вирџин мега стору и на сесији преслушавања албума у ресторану Planet Hollywood. Сингл U Got It Bad изводио је на додјели Америчких музичких награда 2001. године, и опет 16. јуна 2002. године, у Тветер центру, заједно са пјесмом U Don't Have to Call.

## Критички пријем
| Професионални рејтинг | Професионални рејтинг |
| Збирни резултат       | Збирни резултат       |
| Извор                 | Рејтинг               |
| --------------------- | --------------------- |
| Metacritic            | 67/100                |
| Резултати             |                       |
| Извор                 | Рејтинг               |
|                       | [ 8 ]                 |
| Блендер               | [ 48 ]                |
| Ентертајнмент викли   | B−                    |
|                       | 8/10                  |
| Q                     | [ 47 ] [ 51 ]         |
| Ролинг стоун          | [ 52 ]                |
| Слант                 | [ 53 ]                |
| Вајб                  | 3/5                   |

Албум 8701 добио је генерално позитивне рецензије од стране музичких критичара. На сајту Metacritic, који представља агрегатор рецензија медијских производа, албум је добио резултат 67 од 100, на основу 11 рецензија. Луси Обрајен из часописа NME, похвалила је Ашера због снимања много зрелијег албума, који осликава његова емотивна искуства, написавши: „промјењивост је кључ овдје: стакато се бори са слатком мелодијом, достижући слоу џим и оштру хармонију — али кривуда са Ашеровом сопственом перспективом. Побједник”. Кристијан Хопвоуд из Би-би-сија, такође је похвалио албум, коментаришући како је Ашер развио „његову продукцију, пјевање и писање пјесама на нови ниво”, напоменувши његов допринос на 12 од 17 пјесама. Дан Лерој са Yahoo! Music прогласио је албум побољшањем у односу на Ашеров стари нови албум All About You и описао га је његовим најбољим радом до сад. Лерој је похвалио продукцијску групу The Neptunes и Џими Џам и Тери Луис, истакавши да је оно што су урадили на албуму „један од њихових најбољих радова” до сада. Џеј Консидајн из часописа Блендер коментарисао је да албум „ради оно што би требало, дајући Ашеру одраслу R&B музику, без одбацивања његовог дечачког шарма”. Кетрин Мегвајер из часописа Ролинг стоун описала је Ашеров вокал као „баршунаст”, написавши: „и поред свог тог плејбој пућења и дотјеривања, Ашеров вокал је импресивно прилагодљив”. Мегвајер је истакла да је примарна грешка албума то што „Ашер никада не одустаје од прецизно дотјеране глазуре”, свака пјесма је формулирана или радио сигурна.
Сал Синкемани из часописа Слант, истакао је разлику између неколико пјесама са албума са албумом Џенет Џексон, док је упоређивао Ашеров вокал са Мајклом Џексоном, написавши: „доводећи другог Џексона у Ашеру, учвршћује фалсето вокал у I Don't Know и U Don't Have to Call, то је несумњиво поп краљевство”. Уредник часописа Вајб, Џејсон Кинг, похвалио је неки материјал албума, али је био разочаран „тешким продуцентима који нису продуцирали ниједно ремек дјело”. Стивен Ерлевајн са сајта Allmusic, дао је позитивно мишљење о Ашеровом развоју, написавши: „изгледа добро, његов материјал је гладак и заводљив и има лијеп глас, иако тежи у корист мелизме”. Ерлевајн је означио албум као елегантну, заводничку аферу, али је амбивалентан кроз његов материјал, због недостатка незаборавних пјесама. Уредник часописа Ентертајнмент викли, Џош Тиганџел, написао је да пјесме „мијешају безазлено заједно”, али је амбивалентан у квалитету продуцената пјесама након Ашерове паузе од четири године.

### Признања
Албум је донио Ашеру вишеструка признања. На 44 додјели Гремија, 2002. године, освојио је свој први Греми, за најбоље мушке вокалне R&B перфомансе, за пјесму U Remind Me. Наредне године, на 45 додјели Гремија, освојио је награду поново, за пјесму U Don't Have to Call. За своје наступе освојио је неколико награда, укључујући три Билбордове R&B/хип хоп награде 2002. године, за топ R&B извођача синглова, топ R&B/хип хоп мушког извођача и топ R&B/хип хоп извођача; освојио је и BET награду, за најбољег R&B извођача. На додјели Соул трејн музичких награда 2002. године, добио је награду за најбољи мушки R&B/соул албум. У децембру 2009. године, албум и његов сингл U Got It Bad, рангирани су међу најбољи снимљени материјал у периоду од 2000. до 2009. године. Албум је рангиран на 63 мјесто на Билборд 200 листи, а сингл на 15 мјесто на Билборд хот 100 листи на крају деценије. Године 2008, пјесма U Got It Bad рангирана је на листу хот 100 пјесама свих времена, на 99 мјесту.

## Комерцијалне перформансе
Албум је дебитовао на четвртом мјесту на Билборд 200 листи, са продатих 210.000 примјерака прве недеље; то је био други најбољи дебитантски албум те недеље, иза албума групе Isley Brothers, Eternal. Албум је по продаји надмашио његов претходни албум My Way (1997); My Way је дебитовао на 15 мјесту, са продатих 66.000 примјерака прве недеље. Тачно 18 недеља након објављивања, албум 8701 продат је у 1,94 милиона примјерака и и био је на путу да надмаши албум My Way, који је током истог периода продат у 1,32 милиона примјерака у Сједињеним Државама. На дан 25. фебруара 2002. године, укупна продаја износила је 3,2 милиона примјерака и заузимао је 11 мјесто на Билборд 200 листи. До 9. марта 2010. године, албум је продат и преко 4,7 милиона примјерака у Сједињеним Државама. Сертигфикован је 4 пута платинум од стране Америчког удружења дискографских кућа (RIAA).
Албум је дебитовао на првом мјесту у Канади и провео је три недеље на листи. Дебитовао је на првом мјесту и у Уједињеном Краљевству, 21. августа 2001. године, и на листи је провео 47 недеља након чега је отпао са листе. Албум је сертификован као платинум од стране Британске фонографске индустрије (BPI). На листи албума у Аустралији, албум 8701 достигао је седмо мјесто и на листи је провео 43 недеље. Сертификован је два пута платинум у Аустралији од стране Аустралијанске асоцијације индустрије снимања (ARIA). Албум се нашао у топ 10 на листи у више држава: на трећем мјесту у Данској, четвртом у Белгији (Валонија), шестом у Норвешкој, седмом у Њемачкој, Холандији и Аустралији, осмом на Новом Зеланду и десетом у Норвешкој и Швајцарској. До новембра 2010. године, продат је у преко осам милиона примјерака широм свијета.

## Списак пјесама
| №               | Назив                         | Аутор(и)                                                                        | Продуценти                        | Трајање |  |
| 1.              | Intro-Lude 8701               | Ашер                                                                            | Ашер, Џими Џам и Тери Луис*       | 0:44    |  |
| 2.              | U Remind Me                   | Анита Меклауд, Едмунд Клемент                                                   | Клемент, Џими Џам и Тери Луис     | 4:26    |  |
| 3.              | I Don't Know (са Паф Дидијем) | Фарел Вилијамс, Дрејтон Гос                                                     | The Neptunes                      | 4:26    |  |
| 4.              | Twork It Out                  | Ашер, Џејмс Харис III, Луис                                                     | Џими Џам и Тери Луис              | 4:42    |  |
| 5.              | U Got It Bad                  | Ашер, Џермејн Дупри, Брајан Мајкл Кокс                                          | Џермејн Дупри                     | 4:07    |  |
| 6.              | If I Want To                  | Ашер, Бејбифејс, Дупри, Кокс, The Notorious B.I.G., Easy Mo Bee, Роџер Траутман | Бејбифејс, Дупри, Кокс*           | 3:46    |  |
| 7.              | I Can't Let U Go              | Ашер, Дупри, Кокс                                                               | Дупри, Кокс*                      | 3:28    |  |
| 8.              | U Don't Have to Call          | Фарел Вилијамс                                                                  | The Neptunes                      | 4:29    |  |
| 9.              | Without U (Interlude)         | Ашер                                                                            | Ашер, Џими Џам и Тери Луис*       | 0:53    |  |
| 10.             | Can U Help Me                 | Ашер, Харис III, Луис                                                           | Џими Џам и Тери Луис              | 5:35    |  |
| 11.             | How Do I Say                  | Ашер, Харис III, Луис                                                           | Џими Џам и Тери Луис, Џејмс Рајт* | 5:39    |  |
| 12.             | Hottest Thing                 | Мајкл Флауерс                                                                   | Мајк Сити                         | 3:49    |  |
| 13.             | Good Ol' Ghetto               | Ашер, Дупри, Кокс                                                               | Дупри, Кокс*                      | 4:00    |  |
| 14.             | U-Turn                        | Ашер, Дупри, Кокс                                                               | Дупри, Кокс*                      | 3:09    |  |
| 15.             | U R the One                   | Ашер, R.L. Huggar                                                               | Soulshock & Karlin                | 3:57    |  |
| Укупно трајање: | Укупно трајање:               | Укупно трајање:                                                                 | Укупно трајање:                   | 57:19   |  |

| №               | Назив                         | Аутор(и)                                             | Продуценти                      | Трајање |  |
| 1.              | Intro-Lude 8701               | Ашер                                                 | Ашер, Џими Џам и Тери Луис*     | 0:44    |  |
| 2.              | U Remind Me                   | Меклауд, Клемент                                     | Клемент, Џими Џам и Тери Луис   | 4:26    |  |
| 3.              | I Don't Know (са Паф Дидијем) | Фарел Вилијамс, Даритон Гос                          | The Neptunes                    | 4:26    |  |
| 4.              | Twork It Out                  | Ашер, Харис III, Луис                                | Џими Џам и Тери Луис            | 4:42    |  |
| 5.              | U Got It Bad                  | Ашер, Дупри, Кокс                                    | Џермејн Дупри                   | 4:07    |  |
| 6.              | Pop Ya Collar                 | Ашер, Кевин Бриџс, Канди Бурус                       | Бриџс                           | 3:35    |  |
| 7.              | If I Want To                  | Ашер, Бејбифејс, Дупри, Кокс, Валас, Харви, Траутман | Бејбифејс, Дупри, Кокс*         | 3:46    |  |
| 8.              | I Can't Let U Go              | Ашер, Дупри, Кокс                                    | Дупри, Кокс*                    | 3:28    |  |
| 9.              | U Don't Have to Call          | Фарел Вилијамс                                       | The Neptunes                    | 4:29    |  |
| 10.             | Without U (Interlude)         | Ашер                                                 | Ашер, Џими Џам и Тери Луис*     | 0:53    |  |
| 11.             | Can U Help Me                 | Ашер, Харис III, Луис                                | Џими Џам и Тери Луис            | 5:35    |  |
| 12.             | How Do I Say                  | Ашер, Харис III, Луис                                | Џими Џам и Тери Луис, Рајт*     | 5:39    |  |
| 13.             | Hottest Thing                 | Флауерс                                              | Мајк Сити                       | 3:49    |  |
| 14.             | Good Ol' Ghetto               | Ашер, Дупри, Кокс                                    | Дупри, Кокс*                    | 4:00    |  |
| 15.             | U-Turn                        | Ашер, Дупри, Кокс                                    | Дупри, Кокс*                    | 3:09    |  |
| 16.             | T.T.P.                        | Ашер, Дупри, Кокс                                    | Дупри, Кокс*                    | 3:38    |  |
| 17.             | Separated                     | Ашер, Дарен Џонс, Седрик Мур                         | Џими Џам и Тери Луис, Џонс, Мур | 4:24    |  |
| Укупно трајање: | Укупно трајање:               | Укупно трајање:                                      | Укупно трајање:                 | 64:55   |  |

| №   | Назив                                          | Аутор(и)         | Трајање |  |
| 18. | U Remind Me (KC's Smooth Remix) (са Chemistry) | Меклауд, Клемент | 4:32    |  |

| №  | Назив                                                         | Аутор(и) | Трајање |  |
| 1. | Pop Ya Collar (G-Force Double Bass Flex)                      | Ашер, Бриџс, Бурус | 5:50    |  |
| 2. | U Remind Me (Remix) (са Метод Мен и Блу Кантрел)              | Меклауд, Клемент, Самуел Барнс, Жан Клод Оливијер, Клифтон Чејс, Клифорд Смит, Едвард Флечер, Мелвин Гловер, Сивија Робинсон, Тифани Коб | 4:00    |  |
| 3. | U Got It Bad (Soulpower Remix) (Soulshock и Karlin)           | Ашер, Дупри, Кокс | 4:12    |  |
| 4. | U Got It Bad (Tee's Latin Remix)                              | Ашер, Дупри, Кокс | 8:03    |  |
| 5. | U Got It Bad (Tee's Dub)                                      | Ашер, Дупри, Кокс | 5:27    |  |
| 6. | U-Turn (The Almighty Mix)                                     | Ашер, Дупри, Кокс | 7:19    |  |
| 7. | U Don't Have to Call (Pound Boys Boogie Vocal) (Крејг, Дилер) | Фарел Вилијамс | 6:51    |  |
| 8. | U R the One                                                   | Ашер, Хугар | 3:58    |  |

(*) Означава ко продуцента.

## Сарадници на албуму
Заслуге за албум 8701 прилагођене су са сајта Allmusic.
- Дејвид Ештон – асистент инжињера
- Бејбифејс – гостујући извођач
- Дејв Бери – гостујући извођач
- Брајан Мајкл Кокс – продуцент, инструментација
- Џермејн Дупри – гостујући извођач
- Кевон Едмондс гостујући извођач
- Брајан Гартен – инжињер звука
- Кевин Гварнијери – инжињер, асистент инжињера
- Џими Џам – гостујући извођач
- Келис – гостујући извођач
- Тери Луис – гостујући извођач
- Паф Диди – извршилац, примарни извођач, гостујући извођач
- Дејвид Ридо – инжињер
- Ашер – примарни извођач, вокал

## Позиције на листама

### Недељна листа
| листа (1997)                               | Најбоља позиција |
| ------------------------------------------ | ---------------- |
| Аустралијска листа албума (ARIA)           | 7                |
| Аустријска листа албума                    | 47               |
| Белгијска листа (Фкандрија)                | 14               |
| Белгијска листа (Валонија)                 | 4                |
| Канадска листа албума                      | 1                |
| Данска листа (IFPI)                        | 3                |
| Холандска листа (MegaCharts)               | 7                |
| Француска листа (SNEP)                     | 14               |
| Њемачка листа ((Offizielle Top 100)        | 7                |
| Ирска листа (IRMA)                         | 9                |
| Новозеландска листа (RMNZ)                 | 8                |
| Норвешка листа (VG)                        | 10               |
| Шведска листа (Sverigetopplistan)          | 28               |
| Шкотска листа: (OCC)                       | 20               |
| Швајцарска листа (Schweizer Hitparade)     | 10               |
| Листа албума у Уједињеном Краљевству (OCC) | 1                |
| US Билборд 200                             | 4                |
| Топ R&B/хип хоп албуми (Билборд)           | 3                |

### Позиција на крају деценије
| Листа (2000—2009)                | Позиција |
| -------------------------------- | -------- |
| US Билборд 200                   | 63       |
| Топ R&B/хип хоп албуми (Билборд) | 33       |

## Сертификације
| Регион                        | Сертификација | Сертификованих/продатих јединица |
| ----------------------------- | ------------- | -------------------------------- |
| Нови Зеланд (RMNZ)            | Платинум      | 15.000                           |
| Данска (IFPI Denmark)         | Платинум      | 20.000                           |
| Швајцарска (IFPI Switzerland) | Златни        | 20.000                           |
| Аустралија (ARIA)             | Златни        | 35.000                           |
| Француска (SNEP)              | Златни        | 50.000                           |
| Јапан (RIAJ)                  | Златни        | 100.000                          |
| Уједињено Краљевство (BPI)    | 2× Платинум   | 600.000                          |
| Сједињене Државе (RIAA)       | 4× Платинум   | 4.000 000                        |

## Датуми објављивања
| Регион               | Датум            | Формат                  | Издавачка кућа            |
| -------------------- | ---------------- | ----------------------- | ------------------------- |
| Холандија            | 1. јул 2001.     | CD дигитално преузимање | Ариста рекордс            |
| Француска            | 10. јул 2001.    | CD дигитално преузимање | Ариста рекордс            |
| Њемачка              | 30. јул 2001.    | CD дигитално преузимање | Ариста рекордс            |
| Аустралија           | 7. август 2001.  | CD дигитално преузимање | Ариста рекордс            |
| Канада               | 7. август 2001.  | CD дигитално преузимање | Сони мјузик ентертајнмент |
| Уједињено Краљевство | 7. август 2001.  | CD дигитално преузимање | Сони мјузик ентертајнмент |
| Сједињене Државе     | 7. август 2001.  | CD дигитално преузимање | Ариста рекордс            |
| Нови Зеланд          | 13. август 2001. | CD дигитално преузимање | Ариста рекордс            |